# Pagan Reign
A Pagan Reign (pogány uralom) orosz folk-metal/pagan metal zenekar volt. 1997-ben alakultak Tver-ben. 2007-ben feloszlottak, majd 2012-ben újból összeálltak. Lemezeiket a "Soundage Productions" lemezkiadó dobja piacra. Különlegességként megemlítendő, hogy ezen a néven működött egy ír death'n'roll együttes is.

## Tagjai
- Orej - ének, gitár (1997-2007, 2012-), basszusgitár (2017-)
- Vetrodar - gitár (1999-2007, 2017-), basszusgitár (2017-)
- Demosthen - dobok (2005-2007, 2017-)

## Korábbi tagok
- Vera - billentyűk, furulya
- Nikolaj "Keil"
- Sloven - dobok (1998-2004)
- Koldun - basszusgitár (1999-2007)
- Svyat - billentyűk (2002-2003)
- Gromoslav - billentyűk (2003-2004)
- Lada - billentyűk, furulya (2004-2007)
- Alexej Mihailov - gitár (2007)
- Dimitrij Voronin - gitár

## Diszkográfia
- Ancient Warriors (nagylemez, 2001)
- Spark of Glory and Revival of Ancient Greatness (nagylemez, 2003)
- Destiny of the Bygone Faith (nagylemez, 2004)
- In the Times of Bylinas (EP, 2006)
- Ancient Fortress (nagylemez, 2006)
- Let Zhivya i Slaviya (koncertalbum, 2013)
- Once Again (nagylemez, 2018)
- Art of the Time (nagylemez, 2019)